# Erich Werdermann
Erich Werdermann (Berlín 1892 - Bremen 19 d'abril de 1959) va ser un micòleg, fisiòleg, explorador, i botànic alemany; on va realitzar exhaustives expedicions a Sud-àfrica, Mèxic, Xile, Brasil, Bolívia. A més de la pròpia Europa: Alemanya, Grècia, Itàlia, Noruega, Suècia

## Biografia
Va estudiar botànica a Jena i a Berlín, on es va especialitzar en fongs. El 1921 és empleat en el "Museu Botànic de Berlín-Dahlem, començant estudis de fanerògames sota la supervisió d'E.F. Gilg.
En els anys 1923 a 1927, i el 1932 col·lecta flora a Sud-amèrica, naixent un enorme interès en cactus i suculentes que va seguir fins al final de la seva carrera.
Va ser cofundador de la "International Organization for Succulent Plant Study" (IOS).
De 1955 a 1958 va ser director per oposició del Jardí botànic i Museu de Berlín.
Va completar una enorme col·lecció florística visitant el sud-oest d'Àfrica (especialment Namíbia) i Sud-àfrica després del seu formal retir el 1958, amb l'ajuda del seu assistent H.-D. Oberdieck i de la companyia del micropaleontòleg el Dr. F. Thiergart. A la seva tornada de l'expedició, mor tot just en arribar el vaixell a Bremen.

## Algunes publicacions
- 1922. Können transversalphototropische Laubblätter nach Zerstörung ihrer oberen Epidermis die Lichtrichtung perzipieren? In: Beiträge zur allgemeinen Botanik 2 (3): 248–275

- 1933. Brasilien und seine Säulenkakteen. J. Neumann, Neudamm

- 1937. Meine Kakteen. Arten, Pflege und Anzucht. Trowitzsch, Frankfurt a. O./ Berlín (amb Hugo Sotačnik)

- 1938/1939. Übersicht über die aus dem Belgischen Kongo stammenden Arten der Gattung Ceropegia. Bull. du Jardin botanique de l'État à Bruxelles 15: 222–240

- 1930/1939. Blühende Kakteen und andere sukkulente Pflanzen. 42 Lieferungen, Neumann-Neudamm/Berlin

- Botanischer Garten Berlin-Dahlem. Führer durch dónes Freiland. Gebr. Borntraeger, Berlin 1954.

### Micològiques
- 1954. Fungi. En: A. Engler: Syllabus der Pflanzenfamilien. 12ª ed. vol. 1, 138–204

- Sydow, H.; Werdermann, I. 1924. Über einige neue oder interessante Pilze der Kanarischen Inseln. Ann.Mycologici 22 (1-2): 183-190

- Werdermann, I. 1923. Über die Gattung Teratonema Syd. Ann. Mycologici 21 (3-4): 336-339, 1 fig.

## Honors

### Afiliacions
- Deutsche Kakteen-Gesellschaft, i des de 1927 a 1934 el seu president.[1]

### Eponímia
Gènere
- Werdermannia O.I.Schulz i Neowerdermannia Frič es van nomenar en el seu honor

Espècies (moltes de la seva col·lecció sud-americana)
- (Brassicaceae) Petroravenia werdermannii (O.I.Schulz) Al-Shehbaz[3]

- (Cactaceae) Echinopsis werdermannii Frič ex-Z.Fleisch.[4]

- (Poaceae) Catabrosa werdermannii (Pilg.) Nicora & Rúgolo[5]

Va identificar i va nomenar 1.186 nous tàxons, en la seva majoria de la família de les cactàcies